# Борие (община Корча)
Вижте пояснителната страница за други значения на Борие.
Бо̀рие (на албански: Mborje или Mborja) е село в Албания в община Корча, област Корча.

## География
Селото на практика е югоизточно предградие на град Корча. 

## История
Борското кале в 1971 година е обявено за паметник на културата под № 586, 4874.
В селото се намира църквата „Иисус Христос Животворец“, изографисана през XIV век от майстори от Костурската художествена школа, чието дело са също иконописите в „Свети Атанасий Музашки“ в град Костур (Кастория) и „Света Богородица“ на остров Мал град.
Селото се споменава в османски дефтер от 1530 година под името Енбория, хас на Касъм паша, с 15 ханета мюсюлмани, 4 ергени мюсюлмани, 101 ханета гяури и 25 ергени гяури, 6 мюсюлмани с берат и 1 син на спахия.
На Етнографската карта на Битолския вилает на Картографския институт в София от 1901 година Енборе е смесено албанско мюсюлманско-албанско православно и влашко село в Корчанската каза на Корчанския санджак със 150 къщи.
Георги Христов обозначава на картата си селото като Борец.

## Личности
Родени в Борие
- Димитър Боря (1884–1945), един от подписалите Декларацията от Вльора
- Тефлик Боря (1888-1954), генерален секретар на Албанската фашистка партия